# Жаленка
Жаленка — река в России, протекает по Торжокскому району Тверской области. Впадает в реку Тверцу в 63 км от её устья по правому берегу. Длина реки составляет 25 км, площадь водосборного бассейна — 107 км².
Протекает через деревни Сывороткино, Юрьево, Грузины, Синцово, Медухово, Курово.

## Данные водного реестра
По данным государственного водного реестра России относится к Верхневолжскому бассейновому округу, водохозяйственный участок реки — Тверца от истока (Вышневолоцкий гидроузел) до города Тверь, речной подбассейн реки — Волга до Рыбинского водохранилища. Речной бассейн реки — (Верхняя) Волга до Куйбышевского водохранилища (без бассейна Оки).
Код объекта в государственном водном реестре — 08010100512110000002284.